# Gran Sinagoga d'Edirne
La Gran Sinagoga d'Edirne (en turc: Edirne Büyük Sinagoğu) és una sinagoga de la ciutat turca d'Edirne. És la sinagoga més gran de Turquia i la tercera més gran d'Europa. La sinagoga, que havia estat abandonada durant dècades, ha estat restaurada per l'Administració de Fundacions (Vakıflar Genel Müdürlüğü) del govern turc, amb un cost de 2,5 milions de dòlars.
La inauguració i el primer ofici religiós, celebrat després de 46 anys, van tenir lloc el 26 de març de 2015. Güneş Mitrani, filla d'una de les poques famílies jueves d'Edirne es va casar amb un jueu d'Istanbul el 28 de maig de 2016, en el primer casament a la sinagoga des de 1975. Durant el casament, dos hazanim reciten "Anoten", una oració tradicional que data de l'arribada dels jueus sefardites a Istanbul després de fugir d'Espanya en el segle xv. La pregària, una expressió d'agraïment cap els sultans otomans que van oferir refugi a la comunitat, va ser recitat en el nom de l'actual President de Turquia.